# تفكيك السلاح النووي

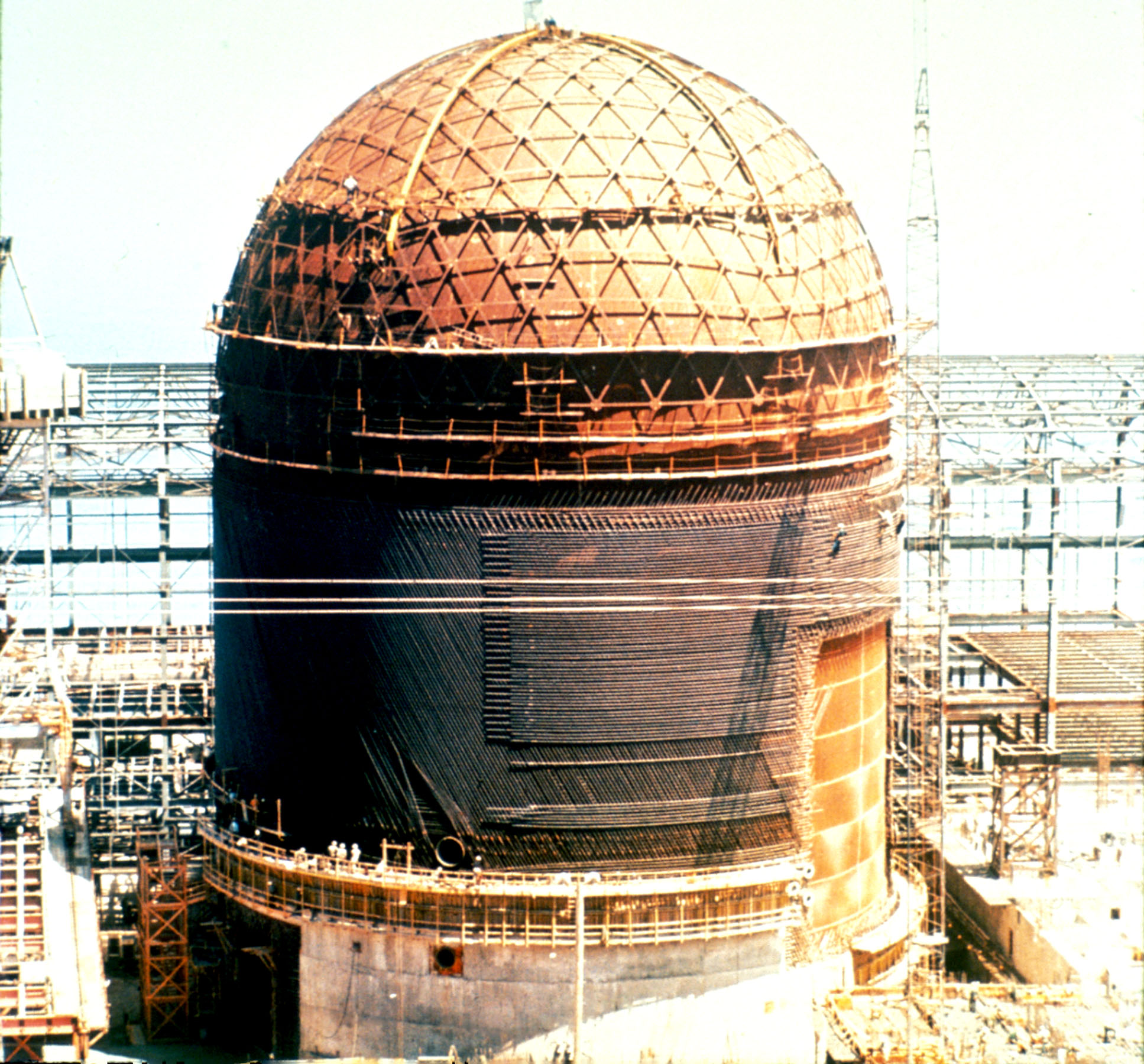
مثال على تفكيك محطة قيد التنفيذ.

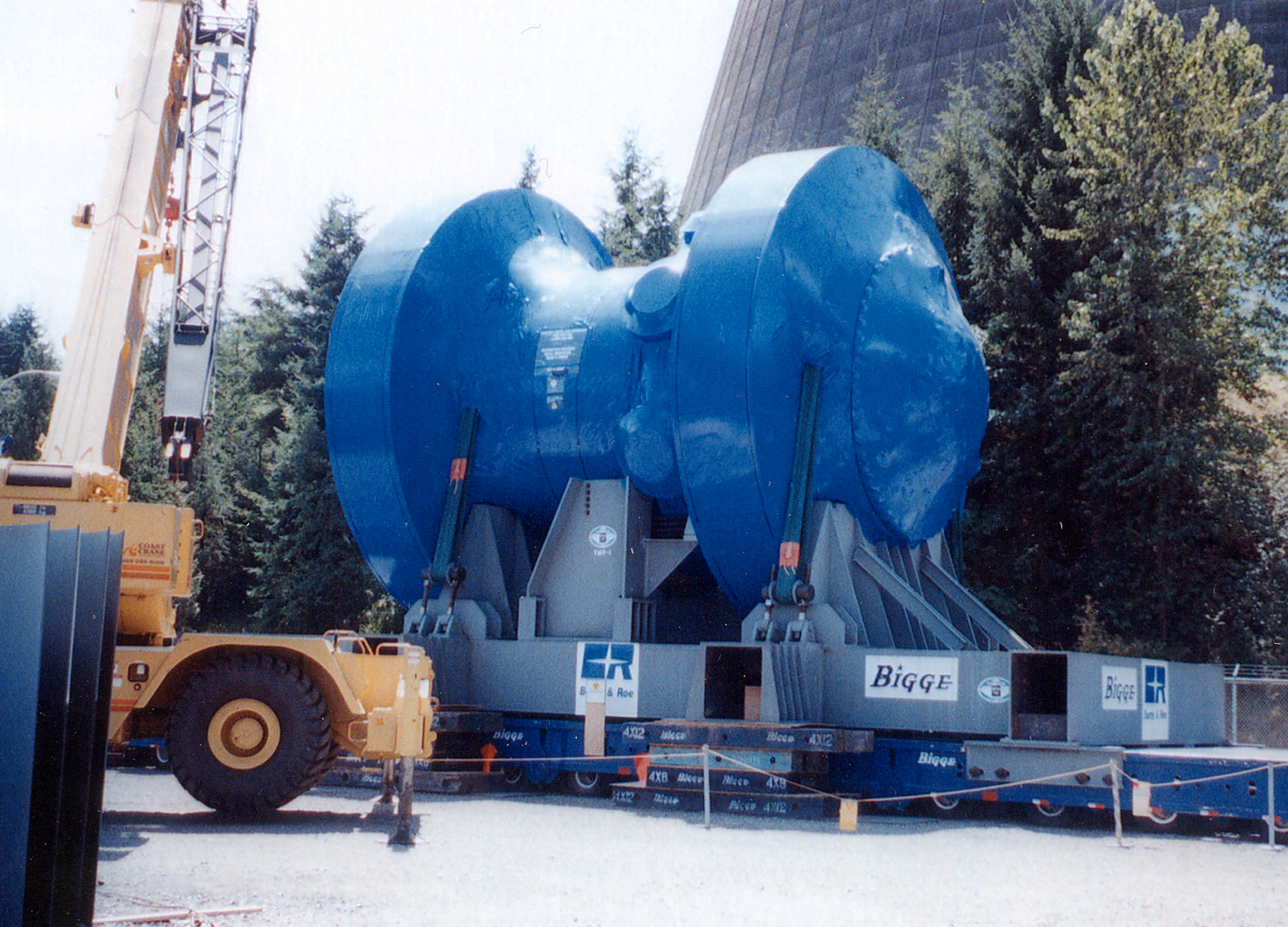
نقل المفاعل للموقع للدفن

نزع السلاح النووي هو العملية التي يتم بموجبها تفكيك منشأة نووية إلى درجة أنها لم تعد تتطلب اتخاذ تدابير للحماية من الإشعاع. يتطلب وجود المواد المشعة عمليات تنطوي على مخاطر محتملة ومهنية ومكثفة زمنياً وموجودة في البيئة ويجب التعامل معها لضمان نقل المواد المشعة إلى أماكن أخرى للتخزين أو تخزينها في الموقع بطريقة آمنة. إن التحدي في وقف السلاح النووي ليس تقنيا فقط بل اقتصادي واجتماعيا.

## عملية نزح السلاح
تتم عملية الإيقاف إداريا وفنيا. ويشمل تنظيف المواد المشعة والهدم التدريجي للمنشأة. بمجرد أن يتم إيقاف تشغيل المرفق بالكامل ، لا ينبغي أن يستمر أي خطر إشعاعي. تنتشر تكاليف إيقاف التشغيل عمومًا على مدى عمر المنشأة ويتم حفظها في صندوق خاص لذلك . بعد إيقاف تشغيل المنشأة بالكامل يتم تحريرها من الرقابة التنظيمية ولم يعد المرخص له مسؤولاً عن سلامته النووية. قد تستمر عملية الإيقاف إلى الوضع «الأخضر».

## خيارات التفكيك
- يسمح التفكيك الفوري بإزالة المنشأة من الرقابة التنظيمية بعد إيقاف التشغيل. تبدأ أنشطة التفكيك أو التطهير النهائية في غضون بضعة أشهر أو سنوات ، وبناءً على المرفق قد يستغرق الأمر خمس سنوات أو أكثر بعد إزالته من الرقابة التنظيمية و يصبح الموقع متاحًا للاستخدام غير المقيد.[7]
- ينطوي على حسب وضعية المرفق في حالة تسمح للمواد المشعة بالبقاء في الموقع إلى أجل غير مسمى.[8] إن حجم المنطقة التي توجد فيها المادة المشعة يقل بشكل عام ويتم تغليف المرفق في مادة طويلة العمر مثل الخرسانة بهدف منع إطلاق المواد المشعة.[9]

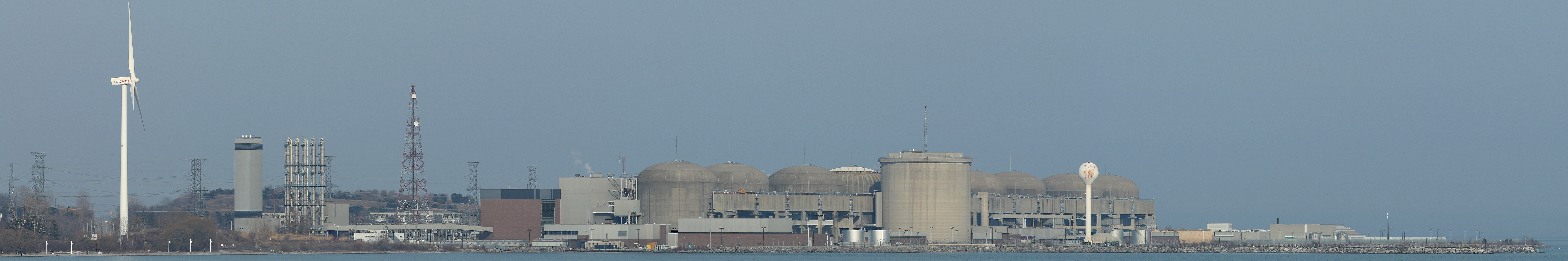
محطة بيكرينغ للطاقة النووية. جميع المفاعلات الثمانية مرئية وقد تم إغلاق وحدتين

## الجوانب القانونية
لا يمكن وقف تشغيل المفاعل النووي إلا بعد منح الترخيص المناسب عملاً بالتشريعات ذات الصلة. كجزء من إجراءات الترخيص حيث يجب كتابة مختلف الوثائق والتقارير وآراء الخبراء وتسليمها إلى السلطة المختصة على سبيل المثال:
- تقرير السلامة
- الوثائق التقنية
- دراسة التأثير البيئي

## التعاون الدولي
ويشمل المنظمات التي تشجع على المشاركة الدولية للمعلومات والمعرفة والخبرات المتعلقة بإيقاف التشغيل النووي مثل الوكالة الدولية للطاقة الذرية ووكالة الطاقة النووية التابعة لمنظمة التعاون الاقتصادي والتنمية والمجموعة الأوروبية للطاقة الذرية.